# Јован Вучковић (народни херој)
Јован Вучковић (Прекорница, код Цетиња, 1913 — Мркоњић Град, 3. април 1944) био је рудар, учесник Народноослободилачке борбе и народни херој Југославије.

## Биографија
Рођен је 1913. године у селу Прекорница, код Цетиња. Потиче из сиромашне сељачке породице. Због лошег материјалног стања, бавио се разним пословима, а потом се запослио у руднику Трепча. После одређеног времена прешао је у Борски рудник, где је радио до почетка Априлског рата, 1941. године.
Још током рада у Трепчи сусрео се са револуционарним радничком покретом и постао његов симпатизер. Преласком у Бор, наставио је политичку активност у радничком покрету и 1934. године постао члан Комунистичке партије Југославије. Активно је учествовао у штрајковима и демонстрацијама рудара и сарађивао са Филипом Кљајићем Фићом и Васом Дрецуном и другим познатим револуционарима.
После окупације Краљевине Југославије, априла 1941. године, вратио се у родно место и као члан Партије активно учествовао у припремама оружаног устанка. Јула 1941. године, заједно са својим братственицима учествовао је у Тринаестојулском устанку, где се истакао у борби на Обзовици.
Као добровољац ступио је у Ловћенски батаљон који је у оквиру Црногорско-санџачког партизанског одреда, учествовао у нападу на Пљевља, 1. децембра 1941. године. Током ове борбе налазио се у групи бораца која је успела да се пробије до центра гарда, а потом била опкољена. Тек сутрадан, 2. децембра, он и његови другови су успели да се, под борбом и велике жртве, извуку из града. После борбе на Лисини, 4. децембра, у којој је погинуо Зарија Јоветић, командир његове чете, изгубио је везу са својим батаљоном. Тек 24. децембра, с групом другова, у селу Међењу у источној Босни, успео је да пронађе своје саборце који су ступили у Први ловћенски батаљон тек формиране Прве пролетерске ударне биргаде.
Као борац Прве пролетерске бригаде, истакао се у маршу преко Романије и Игмана, у борбама на Сињајевини, Коњицу, Бугојну, Ливну и Јајцу, те и борбама око Прњавора и Теслића. У току борбе за Улог, почетком 1942. године, предводио је групу бомбаша, која је уништила неколико непријатељских бункера и бригади олакшала даље напредовање. У борбама за Ливно, 1942. године, поново је починио неколико подвига са својим бомбашима. У борбама, током Четврте и Пете непријатељске офанзиве, истакао у борбама око Иванседла, преко Неретве, Дрине, Пиве и Сутјеске.
Погинуо је 3. априла 1944. године, у јуришу, недалеко од Мркоњић Града, као заменик политичког комесара Првог ловћенског батаљона Прве пролетерске ударне бригаде. Тројица његове браће стрељана су 1942. године у Ријеци Црнојевића, као активисти Народноослободилачког покрета.
За народног хероја проглашен је 27. новембра 1953. године.